# Ängsdalinholma
Ängsdalinholma är en halvö i Finland. Den ligger i sjön Puolakkajärvi och i kommunen Salo i den ekonomiska regionen  Salo och landskapet Egentliga Finland, i den södra delen av landet, 110 km väster om huvudstaden Helsingfors.